# Сандинизм
Сандинизм — это левое никарагуанское политическое течение первоначального националистического и антиимпериалистического направления с последующим социалистическим влиянием, которое способствует латиноамериканской интеграции. Он основан на политических идеях Аугусто Сезара Сандино, партизана и коммуниста Никарагуа, в честь которого он и получил свое название. Сторонников этого течения называют сандинистами.

## Происхождение
Между 1926 и 1933 годами Сандино вел партизанскую войну против войск Соединенных Штатов, которые оккупировали Никарагуа с 1912 года для защиты статус-кво, необходимого для эксплуатации никарагуанских ресурсов американскими компаниями и для защиты их интересов. Однако Сандино был убит в 1934 году по приказу Анастасио Сомосы Гарсии, первого командующего Национальной гвардией.
Основываясь на документации, созданной Сандино во время войны, в основном на переписке и манифестах, Карлос Фонсека Амадор в 1961 году вместе с Сантосом Лопесом, Сильвио Майоргой, Томасом Борге и другими членами Сандинистского фронта национального освобождения. (СФНО), который структурировал борьбу против диктатуры, которую семья Сандино установила в 1961 году. Сомоса оставался в стране после убийства Сандино в 1934 году.
19 июля 1979 г. СФНО, пользовавшаяся поддержкой населения, сумела победить правительство Анастасио Сомосы Дебайля и с триумфом вошла в Манагуа; народное восстание и последующий период правления известны как сандинистская революция или, более конкретно, в официальной историографии страны как «Сандинистская народная революция»
Однако первоначально в результате этой революции возникла Правящая хунта национальной реконструкции, коллегиальное правительство, в состав которого входили только двое из пяти членов СФНО: Даниэль Ортега и Моисес Хасан. Однако в апреле 1980 года после отставки Виолетты Барриос де Чаморро и Альфонсо Робело, представителей делового сектора, плюрализм хунты начал ослабевать.
После серии глубоких социальных и экономических реформ и ожесточенной гражданской войны между сандинистским правительством и оппозиционными подрывными группами, получившими название «Контрас», СФНО проигрывает президентские выборы в феврале 1990 года коалиции, возглавляемой Виолеттой Чаморро, из Национального союза оппозиции.
В результате внутренних разногласий внутри СФНО возникли новые политические партии, основывающие свои идеалы на учении Сандино, такие как Сандинистское обновленческое движение (MRS) и Движение за спасение сандинизма (MPRS), которые называют себя сандинистами за то, что придерживаются тех же первоначальных идеалов.

## Кто и что повлияло на мышление Сандино?
Среди влияний на мышление Сандино — анархизм — в основном со стороны течений либертарианского социализма, в первую очередь под влиянием мексиканца Рикардо Флореса Магона — и теософия — последняя находилась под особым влиянием тибетского буддизма и современного спиритизма. Также примечательно влияние радикального масонства на Сандино. Однако, несмотря на влияние анархистов, он не примкнул к преобладающим антинационалистическим концепциям этой философии, а вместо этого придерживался националистической и латиноамериканской позиции. Также Сандино был сторонником кооперативизма и коммун.

### Контекст международный
- Латиноамериканская культурная идентичность: в конце XIX века возникло интенсивное интеллектуальное движение за поиск, определение и защиту латиноамериканской культурной идентичности. Классическим произведением этого направления мысли стало эссе Хосе Энрике Рода, опубликованное в 1900 году под названием «Ариэль», в котором духовность латинской культуры противопоставляется грубому англосаксонскому материализму. Эта тема была рассмотрена и развита такими писателями, как Хосе Марти на Кубе, Мануэль Угарте в Аргентине, Руфино Бланко Фомбона в Венесуэле и Рубен Дарио в Никарагуа.
- Мексиканская революция: массовое вооруженное восстание, положившее конец 30-летней диктатуре Порфирио Диаса в Мексике к 1910 году. Обсуждается, что это событие оказало важное влияние на латиноамериканскую политическую мысль начала двадцатого века. После нескольких лет внутренних конфликтов между двумя фракциями мексиканских революционеров было достигнуто соглашение, которое было закреплено в Политической конституции 1917 года., он предусматривал проведение земельной реформы, гарантировал право крестьян и коренных народов на сохранение общинной собственности, а в сфере труда предусматривал создание правительства. Трудовой кодекс, защищающий права рабочих и ремесленников. Особого внимания заслуживает статья 27 указанной Политической конституции, поскольку она предусматривает исключительную собственность мексиканского государства на все богатства недр. Конфронтация с Соединенными Штатами Америки не заставила себя ждать, учитывая, что 75 % самых прибыльных рудников Мексики принадлежали американским компаниям. Концепция индоиспанства как основы латиноамериканской идентичности, разработанная министром образования Мексики. Хосе Васконселос Кальдерон также был включен в националистический дискурс того поколения. Перуанец Виктор Рауль Хайя де ла Торре, ученик Васконселоса, создал Американский народно-революционный альянс и предложил программу из пяти пунктов для искупления Индоамериканцев:
- Внешняя политика Соединенных Штатов: Доктрина Монро, Манифест судьбы, Следствие Рузвельта к доктрине Монро (Доктрина превентивного вмешательства или Политика Большой дубинки), Нокса против Селайи, Долларовая дипломатия.

1. Сопротивление американскому империализму
2. Политическое единство Индо-Америки
3. Национализация земли и промышленности
4. Интернационализация Панамского канала
5. Солидарность со всеми угнетенными мира

- Октябрьская революция: в том же 1917 году большевики, возглавляемая Владимиром Лениным, свергает Временное правительство и создает первое в истории рабочее государство. Одним из первых положений революционного правительства была экспроприация крупных поместий и распределение земли. Промышленный сектор был реорганизован, и рабочие получили жесткий контроль над производством. Создание Союза Советских Социалистических Республик и предложение Ленина во время III Интернационала объединить все рабочие партии и профсоюзы мира насторожили американское правительство, у которого были обоснованные опасения: США предположили, что победа коммунистов в любой латиноамериканской стране поставит под угрозу их собственную гегемонию в мировом полушарии.
- Социалистическая идеология.
- Кубинская революция: хотя она не оказала прямого влияния на Сандино по хронологическим причинам (Сандино был убит в 1934 году, за 19 лет до начала революции), эта революция оказала огромное влияние на многие латиноамериканские общественные и партизанские движения того времени, включая Сандинистскую революцию.

### Контекст национальный
- Военная оккупация 1912 года: Адольфо Диас запрашивает американское военное вмешательство, и 4 октября 1912 года, после битвы при Койотепе, когда он пытался перегруппировать свои силы, генерал Бенджамин Селедон был убит между Масатепе и Никинохомо.
- Международные договоры: 1914 г. — Договор Брайана-Чаморро; 1930 г. — Договор Эсгерра-Барсенаса (Устные переговоры велись с 1922 г., когда США — в условиях полной военной оккупации Никарагуа — добились признания Колумбией независимости Панамы).
- Экономическое вмешательство: протекторат, Пакты Доусона, Переходное правительство, Закон Доддса (1923 г.).
- Государственный переворот Эмилиано Чаморро «Эль Ломасо» (1926) и избирательный фарс.
- Конституционалистская война: Сторонники Хуана Баутисты Сакасы при поддержке мексиканского правительства организовали «Конституционалистскую либеральную армию», которая между 1926 и 1927 годами вела ожесточенные бои под командованием генералов Хосе Марии Монкады (Карибское или Атлантическое побережье).), Франсиско Парахон (Запад) и Аугусто К. Сандино (Лас-Сеговия и Хинотега) из Сан-Франциско. таким образом, в апреле 1927 года повстанческие силы находились в Боако, готовые к последнему нападению на столицу. Столкнувшись с этой ситуацией, президент Кэлвин Кулидж послал Генри Л. Стимсона с просьбой заключить мирное соглашение между противоборствующими сторонами, ранее, почти с самого начала боевых действий, Соединенные Штаты выделили 3000 морских пехотинцев под предлогом защиты железнодорожной линии от Коринфа до Гранады., а также жизнь и экономические интересы населения. его граждане в Никарагуа. 4 мая 1927 года был подписан так называемый «Пакт боярышника», в соответствии с которым Монкада согласился сложить оружие в обмен на деньги и свою кандидатуру в президенты на выборах под наблюдением морской пехоты, которые должны были состояться в 1928 году.
- Армия защитников национального суверенитета: 12 мая 1927 года из деревни Яли, Хинотега, Аугусто С. Сандино направил властям департаментов циркуляр, в котором говорилось:

«… Я не готов сдать свое оружие, если это сделают все. Я заставлю себя умереть вместе с теми немногими, кто меня сопровождает, потому что предпочтительнее, чтобы мы умерли как повстанцы, а не жили как рабы …».

Серхио Рамирес Меркадо, Живая мысль Сандино, стр. 79
- Появление Контрас: отмечается, что появление этой военизированной группы могло повлиять на радикализацию сандинистов.

## «Политический идеализм Сандино»
- Грегорио Сельзер
  - «Сандино, генерал свободных людей» (1955)
  - «Маленькая безумная армия: операция Мексика-Никарагуа» (1958)
  - «Сандино, генерал свободных людей» окончательная расширенная версия с предисловием Мигеля Анхеля Астуриаса (1959)
  - «Сандино» вместе с Седриком Белфражем (1982)
- Серхио Рамирес Меркадо
  - «Живая мысль Сандино» (1981)
- Карлос Фонсека Амадор, поклонник и увлеченный ученый Сандино, разделил «Политический идеализм Сандино» на шесть глав, структурированных следующим образом:

1. Гнев народа
  1. Партизанские концепции
  2. Борьба в одиночестве и изоляции
  3. Гнев народа
  4. Каждый никарагуанец — солдат этой армии
2. Программа по социальным вопросам
  1. Свобода, Суверенитет, Независимость, Прогресс
  2. Против эксплуатации, угнетения и унижения
3. Революционная политика
  1. О мире
  2. О Едином фронте
  3. Фарсы на выборах
  4. Никарагуанская патриотическая традиция
4. Интернационализм
  1. Всеобщая борьба
  2. Народы Латинской Америки
  3. Латиноамериканские лидеры
  4. Проданные империализму
  5. Сестринские Антильские Республики
  6. Единство Центральной Америки
  7. Рабоче-крестьянская Центральная Америка
  8. Пограничные споры в Центральной Америке
5. Империализм янки и народ Соединенных Штатов
  1. Империализм янки
  2. Народ Соединенных Штатов
6. Мораль
  1. Незаинтересованность
  2. Жертвоприношение
  3. Радость борьбы
  4. Человеческая солидарность
  5. Достоинство

## Политические движения, партии, организации сандинистов в Никарагуа

### Сандинистский фронт национального освобождения
Сандинистский фронт национального освобождения (СФНО) первоначально возник как передовая военно-политическая организация в народной и партизанской борьбе против династии сомосистов. После победы Сандинистской революции она была создана как политическая партия. После 25 апреля 1990 года, после передачи власти, диссиденты-сандинисты основали Движение сандинистского обновления (Сандинистское обновленческое движение, MRS), первоначально возглавляемое Серхио Рамиресом Меркадо.
Даниэль Ортега Сааведра семь раз подряд был кандидатом, который всегда баллотировался на президентских выборах, а с 10 января 2017 года вместе со своей женой Росарио Мурильо Самбрана занимает пост вице-президента.
С другой стороны, согласно Гюнтеру Майхольду, режим Ортеги отошел от сандинистских принципов, используя «революционную» фразеологию только в качестве простого дискурса. Точно так же он отмечает, что Ортега фактически взял на себя задачу все более и более навязывать авторитарную и неолиберальную политику в Никарагуа. В аналогичном ключе норвежский политолог Бенедикте Булл отмечает, что «правительство Никарагуа всегда было социалистическим на словах, но капиталистическим на деле».

### Движение сандинистского обновления
После ухода Рамиреса Меркадо из политической жизни партию сандинистов-диссидентов возглавили партизаны и исторические командиры Сандинистской революции, такие как Дора Мария Тельес, Уго Торрес Хименес (оба партизанские командиры) и Виктор Уго Тиноко (бывший вице-канцлер в 1979—1990 годах). К ним примкнули и другие известные участники революции: леворадикальный священник и поэт Эрнесто Карденаль, команданте и экс-министр Луис Каррион Крус, бывшие члены Национального руководства СФНО Генри Руис и Виктор Тирадо, музыкант и композитор Карлос Мехия Годой. В июле 2008 года Высший избирательный совет, контролируемый семьей Ортега-Мурильо, аннулировал статус юридического лица, чтобы предотвратить его участие в муниципальных выборах в ноябре 2008 года.

### Движение за спасение сандинизма
Возглавляют его в основном диссиденты СФНО, как Моника Бальтодано (командир партизан) и Генри Руис Эрнандес (командующий революцией).
В период 2011—2015 годов оба движения (MRS и MPRS) заключили союз с тремя депутатами Национальной ассамблеи Никарагуа (законодательный орган). Движения активно участвовали в протестах против режима Ортеги.
На выборах 2021 года эти два движения были союзниками партий, противостоящих СФНО.